# Félix Arnáiz
Félix Ángel Arnáiz Lucas (26 de junio de 1958, Galbarros, Burgos, España) es un entrenador de fútbol español.

## Trayectoria
Arnáiz dejó su carrera futbolística para entrenar al C. F. Briviesca, al que cogió en Regional Preferente y consiguió ascender a Tercera División y disputar la Copa del Rey al clasificarlo en 5ª posición (única vez en la historia del club contra el Ávila, 0-2 en Briviesca y 0-0 en la vuelta).
Después pasó al Real Burgos, donde logró el ascenso de su equipo juvenil a la División de Honor.
Ya con la denominación de Burgos Club de Fútbol tras la refundación del club burgalés, Arnáiz logró subir al cuadro presidido por Quintano Vadillo de Regional Ordinaria a Segunda B y, ya en la categoría de bronce del fútbol nacional, fue ayudante de Blas Ziarreta, aunque le relevó a cinco jornadas del final para conseguir la permanencia. La siguiente campaña también comenzó como segundo entrenador, en este caso de Vicente Villamil, pero de nuevo Arnáiz cogió el conjunto a mitad de temporada para meterle en la fase de ascenso a Segunda A. El Elche fue su verdugo. La siguiente temporada, Félix Arnáiz se hizo cargo del conjunto burgalés desde el inicio del curso y otra vez le metió en la fase de ascenso a Segunda A, si bien el Murcia fue la escuadra que consiguió el ascenso a la división de plata.
Tras el paso por Club de Fútbol Gandía, el técnico burgalés llegó al Mirandés, donde acumuló su tercera fase de ascenso a Segunda A.Sin duda otro de los hitos de este entrenador y que nadie olvidará en esa ciudad burgalesa. El Pontevedra fue el equipo que le privó del ascenso en esta ocasión. El Algeciras Club de Fútbol, el Mérida Unión Deportiva, el Unió Esportiva Sant Andreu y, de nuevo, el Burgos Club de Fútbol completan la nómina de conjuntos de Arnáiz, un entrenador que se caracteriza por la solidez y orden de sus equipos, el gusto por llevar la iniciativa desde atrás y un juego preciosista con libertad para sus futbolistas en determinadas zonas del campo.Vive intensamente los partidos.
En 2009 Félix Arnáiz firmó por una temporada con el C. D. Guadalajara, pero fue cesado a una jornada de terminar la liga y con el equipo jugándose entrar en play off de ascenso a Segunda Divión por primera vez en su historia. Sin duda uno de los entrenadores más seguidos de la Segunda División B de España, le falta dar ese salto que le catapulte de una vez al lugar que se merece por sus méritos deportivos y con un proyecto estable y sólido demostrar su gran capacidad de trabajo y entrega.
Desde finales de mayo de 2011, Félix Arnáiz es el nuevo entrenador del C. D. Teruel, tomando el relevo de Ramón María Calderé, quien a final de temporada decidió terminar su relación con el equipo turolense. En diciembre de 2015, es nuevo entrenador del C. D. Guadalajara, para intentar mantenerlo en la categoría de 2ª División B hasta finalizar la temporada 2015/16.
Ficha como 2º entrenador del Zamora Club de Fútbol durante los últimos meses del 2017 y hasta septiembre de 2018.

## Clubes

### Como entrenador
| Club              | País   | Año       |
| ----------------- | ------ | --------- |
| C. F. Briviesca   | España | 1988-1991 |
| Burgos C. F.      | España | 1994-2000 |
| C. F. Gandia      | España | 2000-2001 |
| C. D. Mirandés    | España | 2003-2004 |
| Algeciras C. F.   | España | 2004-2005 |
| Mérida U. D.      | España | 2005-2006 |
| U. E. Sant Andreu | España | 2007      |
| Burgos C. F.      | España | 2007      |
| C. D. Guadalajara | España | 2009-2010 |
| C. D. Teruel      | España | 2011-2012 |
| C. D. Guadalajara | España | 2015-2016 |